# Phylloscartes ventralis
Phylloscartes ventralis là một loài chim trong họ Tyrannidae.